# ロジ語
ロジ語（Lozi、Silozi、Rozi）はバントゥー語群（ニジェール・コンゴ語族）に属する言語である。話者は主にザンビア南西部、及びその周辺の国々に居住するロジ族の人々である。ロジ語及びその方言はザンビアの人口のおよそ6%にあたる人々によって話されているか理解されている。ザンビアのリビングストン市周辺地域には多くのロジ語話者がいる。ロジ語は、またジンバブエ、ボツワナ、ナミビアのザンベジ州に話者がいる。